# Teufenthal
Teufenthal é uma comuna da Suíça, no Cantão Argóvia, com cerca de 1.639 habitantes. Estende-se por uma área de 3,57 km², de densidade populacional de 459 hab/km². Confina com as seguintes comunas: Dürrenäsch, Gränichen, Seon, Unterkulm.
A língua oficial nesta comuna é o Alemão.